# Домбрувка-Стани
Домбрувка-Стани (пол. Dąbrówka-Stany) — село в Польщі, у гміні Скужець Седлецького повіту Мазовецького воєводства.
Населення — 671 особа (2011).
У 1975-1998 роках село належало до Седлецького воєводства.

## Демографія
Демографічна структура станом на 31 березня 2011 року:
|          | Загалом | Допрацездатний вік | Працездатний вік | Постпрацездатний вік |
| -------- | ------- | ------------------ | ---------------- | -------------------- |
| Чоловіки | 345     | 70                 | 236              | 39                   |
| Жінки    | 326     | 74                 | 184              | 68                   |
| Разом    | 671     | 144                | 420              | 107                  |